# Schloss Kehrsatz

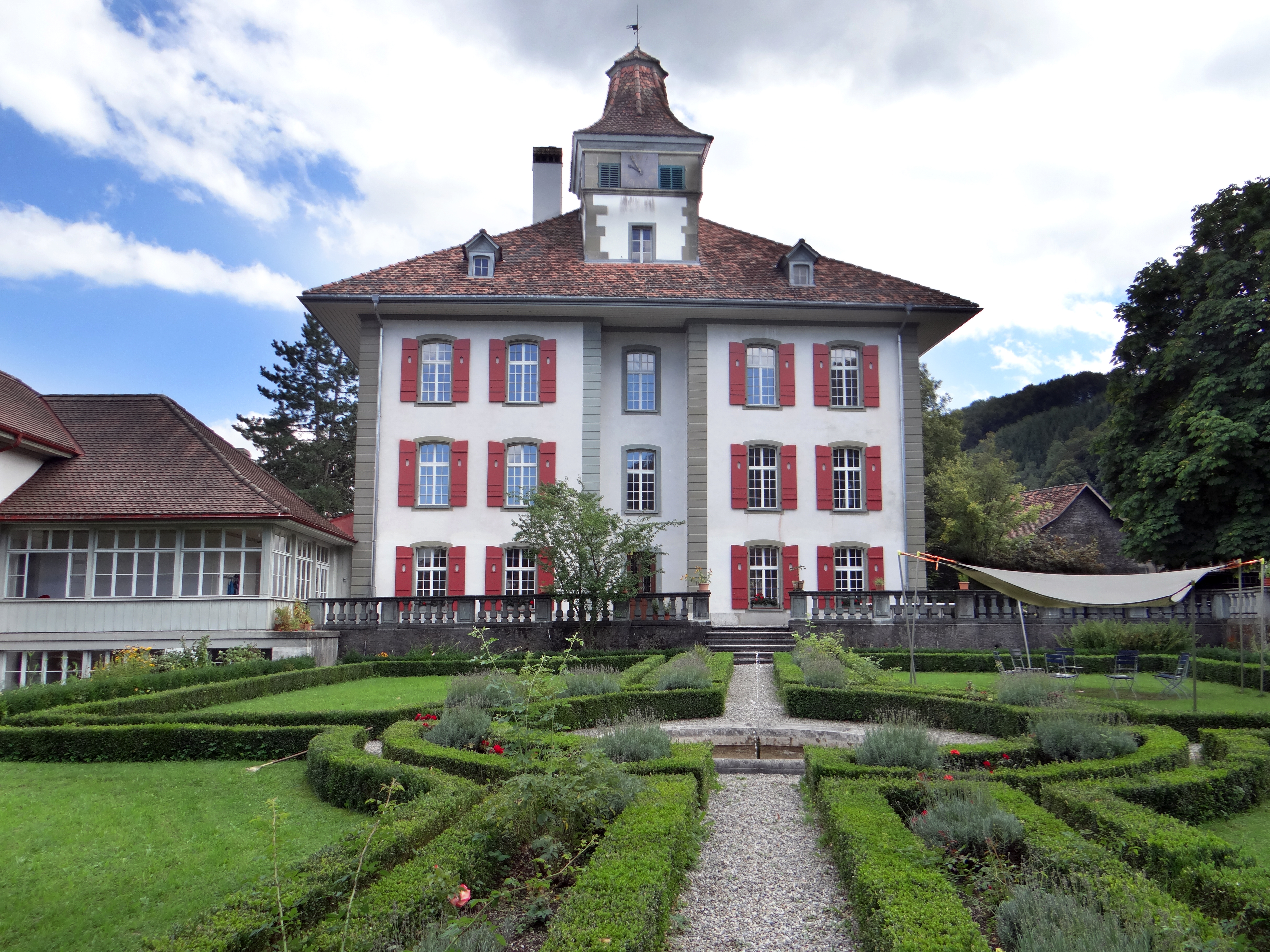
Schloss Kehrsatz (2013).

Das Schloss Kehrsatz ist ein Schloss in der Gemeinde Kehrsatz im Kanton Bern.

## Geschichte

Schloss Kehrsatz, Stich von Johann Ludwig Nöthiger (um 1743).

Hans von Fridingen und seine Gattin Anna, Tochter des Schultheissen Rudolf von Ringoltingen, verkauften 1458 dem Seckelmeister Gillian Spilmann († 1458) Bodenzinse ab Gütern in Kehrsatz sowie die Hälfte der Herrschaft zu Kehrsatz. Von der Familie Spilmann vererbte sich die Herrschaft an die Michel und an die Bonstetten. Andreas von Bonstetten, Herr zu Urtenen und Mattstetten, vererbte Kehrsatz an seinen Sohn Wolfgang von Bonstetten. Der wiederum verkaufte die Herrschaft an Konrad Güder, der mit Susanna Frisching, einer Tochter des Schultheissen Samuel Frisching verheiratet war. Durch Erbe ging die Herrschaft Kehrsatz nun an  die Wurstemberger. Victor Emanuel Wurstemberger verkaufte Kehrsatz 1720 an seinen Cousin, den Generalleutnant Karl Hackbrett, der das Haus umbaute. Seine Witwe Elisabeth Bondeli vererbte Schloss und Herrschaft ihren beiden jüngsten (von insgesamt vier) Töchtern. Maria Magdalena Hackbretts Gatte Franz Ludwig von Graffenried kaufte das Erbe seiner Schwägerin aus und wurde dadurch Alleinherr zu Kehrsatz. Seine Söhne verkauften nun ihren Besitz 1774 an Bernhard von Graffenried. Dieser wiederum verkaufte 1797 an Beat Emanuel Tscharner, der durch seine Heirat mit Charlotte Tscharner auch Besitzer des benachbarten Landsitzes Lohn war. Sein kinderloser Sohn Albrecht Friedrich von Tscharner vermachte das Schlossgut 1860 dem Inselspital. 1888 erwarb es der Kanton Bern und errichtete darin ein Mädchenheim. 
Später wurde aus dem Heim ein gemischtes Schulheim mit kleinen Wohngruppen und interner Schule, in dem Kinder und Jugendliche mit einem besonderen Integrationsbedarf gefördert werden. 1950 wurde der landwirtschaftliche Gutsbetrieb verpachtet, die alte Scheune abgebrochen und an deren Stelle das heutige Wohnhaus errichtet.

## Besitzer des Schlosses

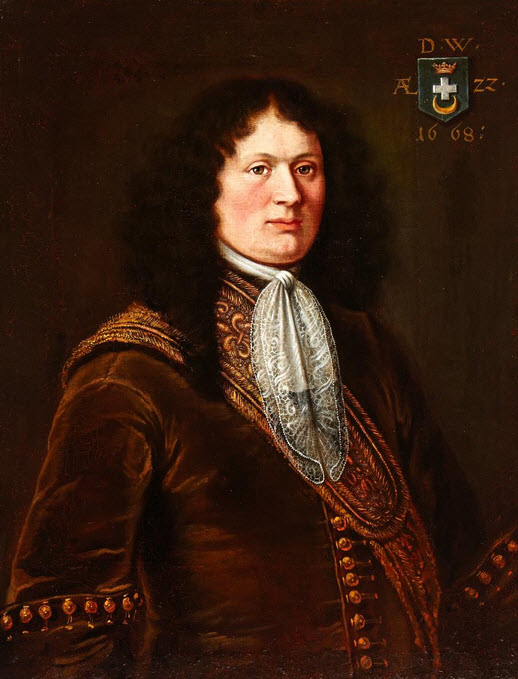
David Wurstemberger 1692–1695
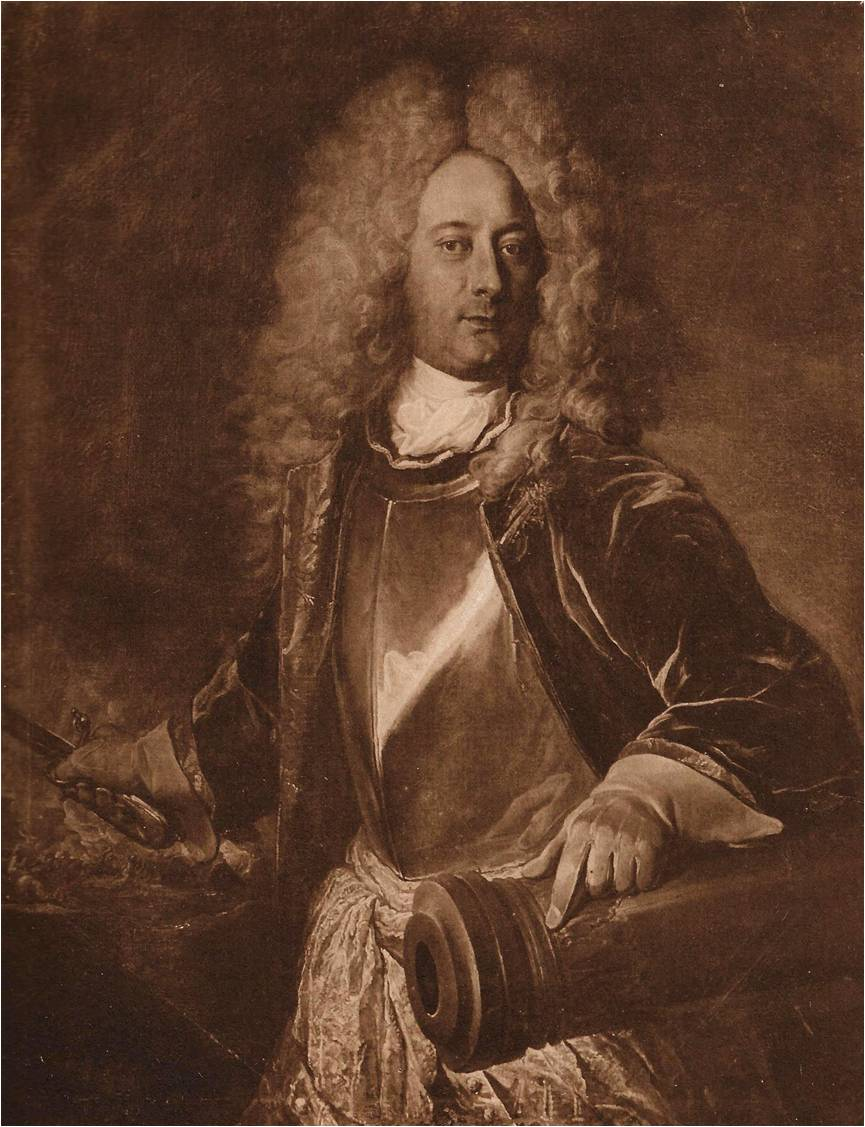
Karl Hackbrett 1720–1737
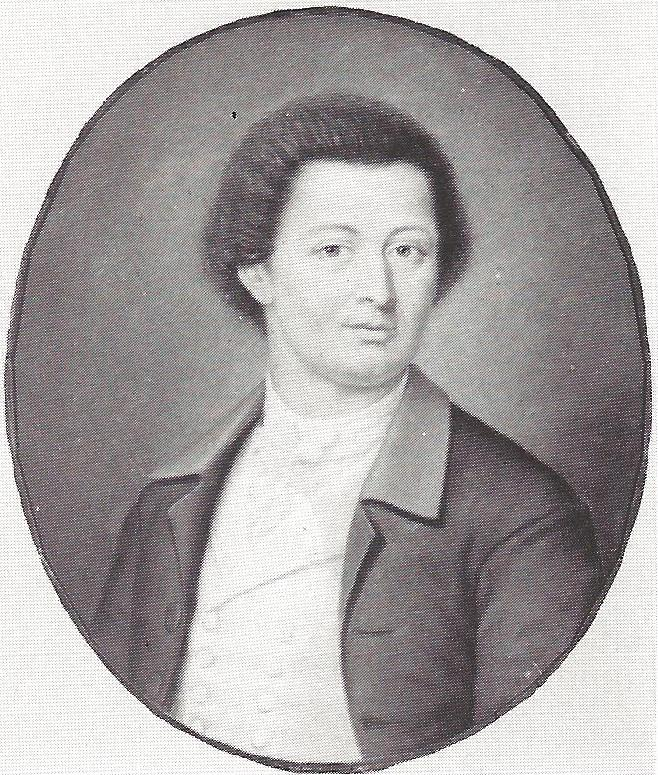
Beat Emanuel Tscharner 1797–1825

## Legende
Gemäss einer Legende geistert eine Tochter der Familie Hackbrett, die wegen ihres lockeren Lebenswandels nie zur ewigen Ruhe gelangen konnte, in den Nächten durch das Schloss und sucht die Jahrzahl 1598 im Mauerwerk. Danach begibt sie sich jedes Mal auf den Dachboden, wo sie neben der Turmuhr wartet, bis diese Mitternacht schlägt.